# Bagru
Bagru är en ort i Indien.   Den ligger i distriktet Jaipur och delstaten Rajasthan, i den nordvästra delen av landet, 260 km sydväst om huvudstaden New Delhi. Bagru ligger 351 meter över havet och antalet invånare är 22 089.
Terrängen runt Bagru är platt. Runt Bagru är det ganska tätbefolkat, med 155 invånare per kvadratkilometer. Det finns inga andra samhällen i närheten. Trakten runt Bagru består till största delen av jordbruksmark.